# Do Tamanho Certo para o Meu Sorriso - Ao Vivo
Do Tamanho Certo para o Meu Sorriso - Ao Vivo é o quarto álbum ao vivo da cantora brasileira Fafá de Belém, lançado em 7 de abril de 2017 pela Radar Records. Este é o segundo DVD da carreira da cantora, o show foi registrado no dia 11 de agosto de 2016 no Teatro Bradesco em São Paulo.

## Lista de faixas
| N.º | Título                                                 | Compositor(es)                                | Duração |  |
| 1.  | "Volta"                                                | Johnny Hooker                                 | 4:22    |  |
| 2.  | "Asfalto Amarelo"                                      | Manoel Cordeiro Felipe Cordeiro Zeca Baleiro  | 3:00    |  |
| 3.  | "Bilhete"                                              | Ivan Lins Vitor Martins                       | 4:24    |  |
| 4.  | "Pedra Sem Valor"                                      | Dona Onete                                    | 3:38    |  |
| 5.  | "Cavalgada"                                            | Roberto Carlos Erasmo Carlos                  | 4:18    |  |
| 6.  | "Quem Não Te Quer Sou Eu"                              | Firmo Cardoso Nivaldo Fiúza                   | 3:21    |  |
| 7.  | "Usei Você"                                            | Silvio César                                  | 3:18    |  |
| 8.  | "Conexão Amazônia Caribe"                              | M. Cordeiro                                   | 3:55    |  |
| 9.  | "Sedução"                                              | Milton Nascimento Fernando Brant              | 2:46    |  |
| 10. | "Meu Coração é Brega"                                  | Veloso Dias                                   | 3:5     |  |
| 11. | "Ao Pôr do Sol"                                        | Firmo Cardoso Dino Souza                      | 3:07    |  |
| 12. | "Sereia"                                               | Lulu Santos Nelson Motta                      | 3:10    |  |
| 13. | "Abandonada"                                           | Michael Sullivan Paulo Sérgio Valle           | 4:30    |  |
| 14. | "Sob Medida"                                           | Chico Buarque                                 | 3:14    |  |
| 15. | "Vem Que é Bom"                                        | M. Cordeiro Ronery                            | 2:59    |  |
| 16. | "Os Passa Vida"                                        | Osmar Jr. Rambolde Campos                     | 3:47    |  |
| 17. | "Foi Assim"                                            | Paulo André Barata Ruy Barata                 | 4:23    |  |
| 18. | "O Gosto da Vida"                                      | Péricles Cavalcanti                           | 3:01    |  |
| 19. | "Filho da Bahia / Este Rio é Minha Rua / Sinhá Pureza" | Walter Queiroz P. A. Barata R. Barata Pinduca | 7:15    |  |